# Kureń UPA „Mesnyky”
Kureń UPA „Mesnyky” (Mściciele) – kureń Ukraińskiej Powstańczej Armii, należący do 27 Odcinka Taktycznego „Bastion” VI Okręgu Wojskowego Sian. Kureń został zorganizowany wiosną 1945 roku przez Iwana Szpontaka „Zalizniaka”, on też został mianowany dowódcą kurenia przez płk Myrosława Onyszkewycza „Oresta”.

## Organizacja i struktura sotni
W końcu marca 1944 roku Iwan Szpontak, będący wówczas zastępcą komendanta powiatowego policji ukraińskiej w Rawie Ruskiej zdezerterował z posterunku wraz z grupą około 30 policjantów. Dokonał tego na polecenie i w porozumieniu z OUN-B. Dzięki przeprowadzeniu odpowiednich działań, Niemcy byli przekonani, że policjanci zostali zabici lub wzięci do niewoli przez partyzantkę sowiecką. Wysłany przez nich oddział złożony z policji i wojska nie trafił na żaden ślad, gdyż dezerterzy zostali odpowiednio ukryci przez miejscową siatkę OUN. Około 10 policjantów powróciło do Rawy Ruskiej, a pozostali wstąpili w szeregi Ukraińskiej Powstańczej Armii. Dowódcą oddziału został Iwan Szpontak. Następnie po przejściu w okolice Gorajca pow. Lubaczów, st. wistun/plutonowy I. Szpontak (przyjął wówczas pseudonim „Zalizniak”) rozpoczął formowanie pierwszej na tym terenie sotni UPA, którą nazwano „Mesnyky” („Mściciele”). Święta partyzanci spędzili w Gorajcu i jego okolicy, goszczeni przez ukraińskich mieszkańców wsi, wdzięcznych za ochronę, jaką zapewniał im oddział. Na przełomie marca i kwietnia doszło do kilku starć z niewielkimi grupami zbrojnymi, które próbowały okradać tutejszą ludność. W bliżej niewyjaśnionych okolicznościach, zginęło w tym czasie kilku (według innych źródeł kilkunastu) mieszkańców Gorajca narodowości polskiej, autorzy niektórych opracowań oskarżają o to sotnię „Zalizniaka”.
Na polecenie OUN-B do organizowanej w Gorajcu sotni przybywa młodzież z okolicznych wsi oraz dezerterzy z Wehrmachtu, Grenzschutzu, Bahnschutzu i Ukraińskiej Policji Pomocniczej. W pierwszych dniach kwietnia sotnia liczy już 180 partyzantów.
Skład dowództwa sotni:
- Dowódca – Iwan Szpontak „Zalizniak”
- Szef sztabu (zastępca dowódcy) – Mychajło Uhan „Bojko”
- Wychowawca polityczny – „Derkacz” (NN)
- Żandarmeria polowa – Iwan Jałoha „Jałiweć”

Dowódcami czot/plutonów zostali:
- 1 czota (piechoty) – Iwan Szymanśkyj „Szum”
- 2 czota (piechoty) – Teodor Bułas „Bałaj”
- 3 czota (piechoty) – „Szpak”, w krótkim czasie zamieniony przez Wasyla Jarmołę „Jar”
- 4 czota (kawalerii) – Hryhorij Mazur „Kałynowycz”

Sotnia posiadała również rój/drużynę transportową.

## Organizacja i struktura kurenia
W 1945 na terenie 27 Odcinka Taktycznego „Bastion” działały trzy sotnie: „Mesnyky-1” (97, dowódcy Iwan Szymanskyj „Szum”, potem Hryhorij Mazur „Kałynowycz”), „Mesnyky-2” (98, dowódcy „Bis”, „Bałaj”, potem Mykoła Taraban „Tucza”), „Mesnyky-3” (97a). W 1946 roku utworzono „Mesnyky-4” (98a) i „Mesnyky-5” (97b). W lecie 1946 siły odcinka liczyły 5 sotni, 14 czot, 44 roje, łącznie 500 żołnierzy.
Oprócz zadań bojowych oddziały tego Odcinka Taktycznego miały za zadanie chronić członków Krajowego Prowydu OUN Zakerzonia.

## Działalność zbrojna i zbrodnie
W okresie organizowania i szkolenia sotni doszło do kilku potyczek z partyzantką sowiecką, lecz pierwsza zaplanowana i przeprowadzona akcja miała miejsce 19 kwietnia 1944 r. w Rudce. Jak ustalił wywiad OUN mieszkańcy tej wsi byli uzbrojeni i współpracowali z partyzantką polską i sowiecką. Atak na Rudkę miał być początkiem zorganizowanej akcji UPA  mającej na celu zmuszenie mieszkańców ziemi lubaczowskiej do wyjazdu za San. Pretekstem było to, że wskutek  donosu mieszkańców Niemcy 11 lutego 1944 r. aresztowali i zastrzelili trzech członków OUN. W wyniku przeprowadzonego przez sotnię napadu  zamordowano 58 mieszkańców, wszystkich mężczyzn oraz  kobiety i dzieci .Spłonęły prawie wszystkie zabudowania, wieś przestała istnieć. Nieprawdziwa jest natomiast podawana przez niektórych autorów informacja, że w dniu ataku na Rudkę sotnia spaliła Brusno i zabiła tam bliżej nieokreśloną liczbę mieszkańców. Takie wydarzenie nie miało miejsca.
Sotnia „Mesnyky” obarczana jest odpowiedzialnością za zamordowanie w kwietniu pięciu Polaków z Chotylubia, oraz w Kowalówce, w dwóch napadach dokonanych 30 kwietnia i 7 maja, od kilkunastu do 27 osób. 3 maja 1944 r. sotnia „Zalizniaka” weszła do opuszczonego przez oddział AK  Cieszanowa, mordując ok. 40 osób ,plądrując domy  i paląc około 90 % zabudowy miasta .
W lipcu 1944 sotnia „Zalizniaka” ukryła się w lasach, przeczekując przejście frontu. W tym czasie zamordowano 5 osób, w tym dwie łączniczki AK i oficera Armii Czerwonej. „Zalizniak” z oddziałem przełom lat 1944/1945 spędził w okolicach Werchraty. W zimie i wczesną wiosną jego oddział zwiększył znacznie liczebność. Było to wynikiem rekrutacji prowadzonej w ukraińskich wsiach oraz napływem ochotników z okolic. Wiązało się to z poborem rekrutów do Armii Czerwonej, rozpoczęciem wysiedlania ludności ukraińskiej do ZSRR, terrorem NKWD. W związku z tym „Zalizniak” sformował do wiosny 1945 dwie następne sotnie („Mesnyky-2” i „Mesnyky-3”), i został mianowany dowódcą kurenia.
21 marca 1945r. kompanie 2. Samodzielnego Batalionu Operacyjnego Wojsk Wewnętrznych, wspomagane przez milicjantów z okolicznych posterunków przeprowadziły pacyfikację zamieszkałych przez Ukraińców wsi Lubliniec Nowy i Stary. W jej trakcie śmierć poniosło około 90 mieszkańców i spalono większość zabudowań. Po tym wydarzeniu „Zalizniak” wysłał do wsi sotnię z zadaniem ochrony pozostałych mieszkańców. Dnia 23 marca 1945r. 2.SBO WW ponownie zaatakował wieś lecz tym razem trafił na oddział UPA i nie zdołał wejść do wsi. W wyniku całodziennych walk śmierć poniosło dwunasty żołnierzy 2. SBO WW.
Nocą 27/28 marca kureń „Zalizniaka” jednocześnie uderzył na prawie wszystkie posterunki MO w powiecie lubaczowskim, niszcząc 18 placówek, zabijając 30 funkcjonariuszy MO oraz mordując od 43 do 72 osób cywilnych. Spowodowało to reakcję strony polskiej – pomiędzy 10 a 14 kwietnia w wyniku walk pomiędzy UPA a współdziałającymi oddziałami Narodowej Organizacji Wojskowej, MO, i poakowskiej samoobrony zginęło ok. po 50 osób po obu stronach. Polakom nie udało się wyprzeć UPA z lasów sieniawskich. 17 kwietnia wczesnym ranem, UPA dokonało napadu na polską wieś Wiązownica, mordując w sumie 91 osób, w tym 20 kobiet i 20 dzieci, ponadto spalono 150 gospodarstw.
Od września 1945 kureń atakował pododdziały 3 Dywizji Piechoty, która obsadziła powiat lubaczowski. W jednej z akcji, nocą 22 listopada 1945 sotnia M-2 pod osobistym dowództwem „Zalizniaka” uderzyła na most kolejowy na rzece Szkło w Surochowie, który został wysadzony.

## Demobilizacja
Wiosną 1947 roku, na rozkaz dowództwa, „Zalizniak” zdemobilizował część ludzi i przerzucił na Ziemie Odzyskane. W lecie 1947 wszystkie oddziały tego odcinka poniosły poważne straty w walce w czasie Akcji Wisła. W wyniku utraty zaplecza w postaci ludności ukraińskiej przesiedlonej w Akcji Wisła  pod koniec sierpnia 1947 za zgodą dowódcy VI Okręgu UPA rozformowano oddziały UPA. Kilka grup wyruszyło na Zachód, natomiast resztki sotni M-5 pod dowództwem Kruka przebiły się do USRR w celu kontynuowania walki zbrojnej.